# The Code (film 2001)
The Code è un film-documentario di Hannu Puttonen sulla storia di Linux, con le testimonianze dei protagonisti: Linus Torvalds, Richard Stallman, Alan Cox, Eric Raymond, Jon Maddog Hall, Theodore Ts'o, David S.Miller, Ari Lemmke, Eric Allman, Martti Tienari, Andrew Leonard, Robert Bob Young, Miguel de Icaza.

## Trama
Negli stessi anni in cui nasce il world wide web, cade il muro di Berlino, inizia la prima guerra del golfo e mentre Microsoft estende il suo impero, nacque anche il kernel Linux. Questo documentario ripercorre tutte le fasi salienti del suo sviluppo e della sua integrazione con il sistema GNU.